# Grand Prix automobile de Rio de Janeiro 1947
Le Grand Prix automobile de Rio de Janeiro 1947 (VIII Grande Prêmio da Cidade de Rio de Janeiro) est un Grand Prix qui s'est tenu sur le circuit urbain du quartier de Gávea à Rio de Janeiro le 21 avril 1947. 
La pluie abrège la course au terme du quinzième des vingt tours prévus.

## Grille de départ
| 1re ligne | Pos. 1                          | Pos. 2                        |
| --------- | ------------------------------- | ----------------------------- |
|           | Villoresi Maserati 7 min 26 s 1 | Landi Alfa Romeo 7 min 30 s 5 |
| 2e ligne  | Pos. 3                          | Pos. 4                        |
|           | Bianco Maserati 8 min 12 s      | Mauro Maserati —              |
| 3e ligne  | Pos. 5                          | Pos. 6                        |
|           | Abrunhosa Studebaker —          | Ramos ? —                     |
| 4e ligne  | Pos. 7                          | Pos. 8                        |
|           | Varzi Alfa Romeo —              | *                             |
| 5e ligne  | Pos. 9                          | Pos. 10                       |
|           | *                               |                               |

- Les pilotes « Raph » et Henrique Cassini sont qualifiés en huitième et neuvième positions, mais leur ordre respectif n'est pas connu.

## Classement de la course
| Pos. | Pilote            | Écurie                | Châssis                | Tours | Temps/Abandon                  | Grille |
| ---- | ----------------- | --------------------- | ---------------------- | ----- | ------------------------------ | ------ |
| 1    | Chico Landi       | Privé                 | Alfa Romeo Tipo 308    | 15    | 2 h 3 min 14 s 5 (78,969 km/h) | 2      |
| 2    | Luigi Villoresi   | Scuderia Ambrosiana   | Maserati 4CL           | 15    | + 5 min 52 s 9                 | 1      |
| 3    | « Raph »          | Écurie Naphtra Course | Maserati 6C            | 14    | + 1 tour                       | 8/9?   |
| 4    | Hélio Ramos       | Privé                 | Alfa Romeo ou Maserati | 14    | + 1 tour                       | 6      |
| Abd. | Achille Varzi     | Écurie Naphtra Course | Alfa Romeo Tipo 308    | 6/9?  |                                | 7      |
| Abd. | Gino Bianco       | Privé                 | Maserati 8CM           |       |                                | 3      |
| Abd. | Rubem Abrunhosa   | Privé                 | Studebaker             |       |                                | 5      |
| Abd. | Henrique Casini   | Privé                 | Maserati               |       |                                | 8/9?   |
| Abd. | João Santos Mauro | Privé                 | Maserati?              |       |                                | 4      |
| Np.  | Giacomo Palmieri  | ?                     | Maserati?              |       | Non partant                    |        |
| Np.  | Osmar Lage        | ?                     | Maserati?              |       | Non partant                    |        |

- Légende: Abd.=Abandon - Np.=Non partant.

## Pole position et record du tour
- Pole position :  Luigi Villoresi (Maserati) en 7 min 26 s 1.
- Meilleur tour en course :  Inconnu (Inconnu).